# Советская правительственная закупочная комиссия
Советская Правительственная Закупочная Комиссия (Soviet Government Procurement Commission in the United States), также известная как Советская закупочная комиссия по закупкам; назначена Советом Народных Комиссаров СССР от 24 февраля 1942 года для выполнения положений американского Законa о поставках во время Второй мировой войны военной техники в 11 стран, в том числе из США в СССР; базировалась в Вашингтоне, округ Колумбия.

## Структура комиссии
До создания комиссии поставки американской военной техники в СССР осуществлялись через советскую торговую компанию Амторг, базировавшейся в Нью-Йорке. После того, как Комиссия была создана в Вашингтоне, она организационно состояла из 18 филиалов и ряда делегаций, например, в Нью-Йорке на Мэдисон Авеню 210 (в штаб-квартире Амторга), Портленд, Такома, Фэрбенкс, Филадельфия, Сиэтл, Сан-Франциско, Лос-Анджелес, Балтимор, Майами, Ванкувер и Монреаль.
Поставки в советский Арктический регион координировала Арктическая группа. В комиссии работал ряд представителей экономических организаций, в том числе Дальстрой, Норильстрой, Главсевморпуть, Советский Красный Крест, ряд министерств, в том числе морского транспорта и рыбной промышленности. В комиссии работало около 1000 человек, в том числе граждане США.
Во второй половине 1942 года было назначено Управление уполномоченных ПЗК по портам западного побережья США и Канады (что подчёркивает значение тихоокеанских маршрутов). Продолжал свою работу и Амторг. Очень небольшие по сравнению с ленд-лизом поставки через Амторг были коммерческим импортом
Поставки закончились 20 сентября 1945 года, комиссия была ликвидирована 28 декабря 1948 года.

## Руководители
- 1942—1943 — ген. Александр Иванович Беляев (1900—1963)[1]
- 1943—1946 — ген. Леонид Георгиевич Руденко (1906—2002)
- 1946—1948 — Иван Андреевич Ерёмин (1902—1963)